# Acolasis suttea
Coenipeta suttea là một loài bướm đêm trong họ Erebidae.